# Amy Macdonald
Amy Elizabeth Macdonald (ur. 25 sierpnia 1987 w Bishopbriggs, Szkocja) – szkocka piosenkarka oraz autorka tekstów muzycznych.
Zaistniała w roku 2007. wydając na europejski rynek muzyczny debiutancki album This Is the Life. Album zyskał przychylność krytyków muzycznych i sprzedał się w nakładzie 2 milionów egzemplarzy w Europie.
Obecnie ma na koncie pięć albumów studyjnych. Artystka sprzedała ponad 12 milionów płyt.

## Życiorys

### Wczesne lata
Ukończyła Bishopbriggs Academy. W wieku piętnastu lat samodzielnie nauczyła się grać na gitarze, którą dostała w upominku od swego ojca. Jej inspiracją do stworzenia pierwszej muzyki była piosenka "Turn" wykonywana przez zespół Travis. Sama przyznała, że wzoruje się na twórczości zespołów muzycznych, takich jak The Libertines i Red Hot Chili Peppers.

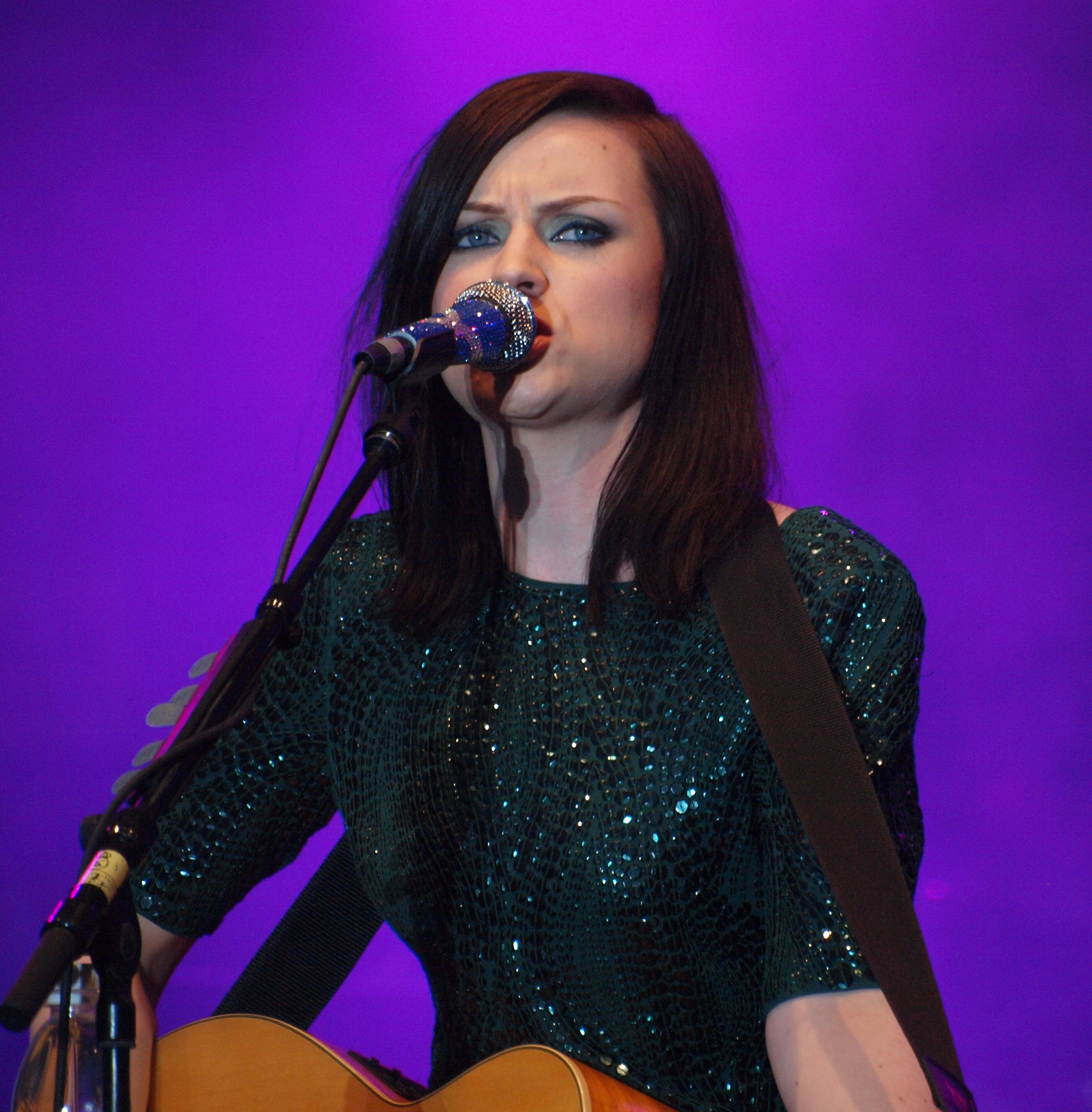
Amy MacDonald, 2010

Pierwsze występy wśród publiczności zanotowała w pubach oraz kawiarenkach, w których regularnie grała akustyczne kompozycje. Kolejnym krokiem w jej początkach do kariery muzycznej było rozesłanie demo muzycznego do wytwórni muzycznych.

### Kariera muzyczna

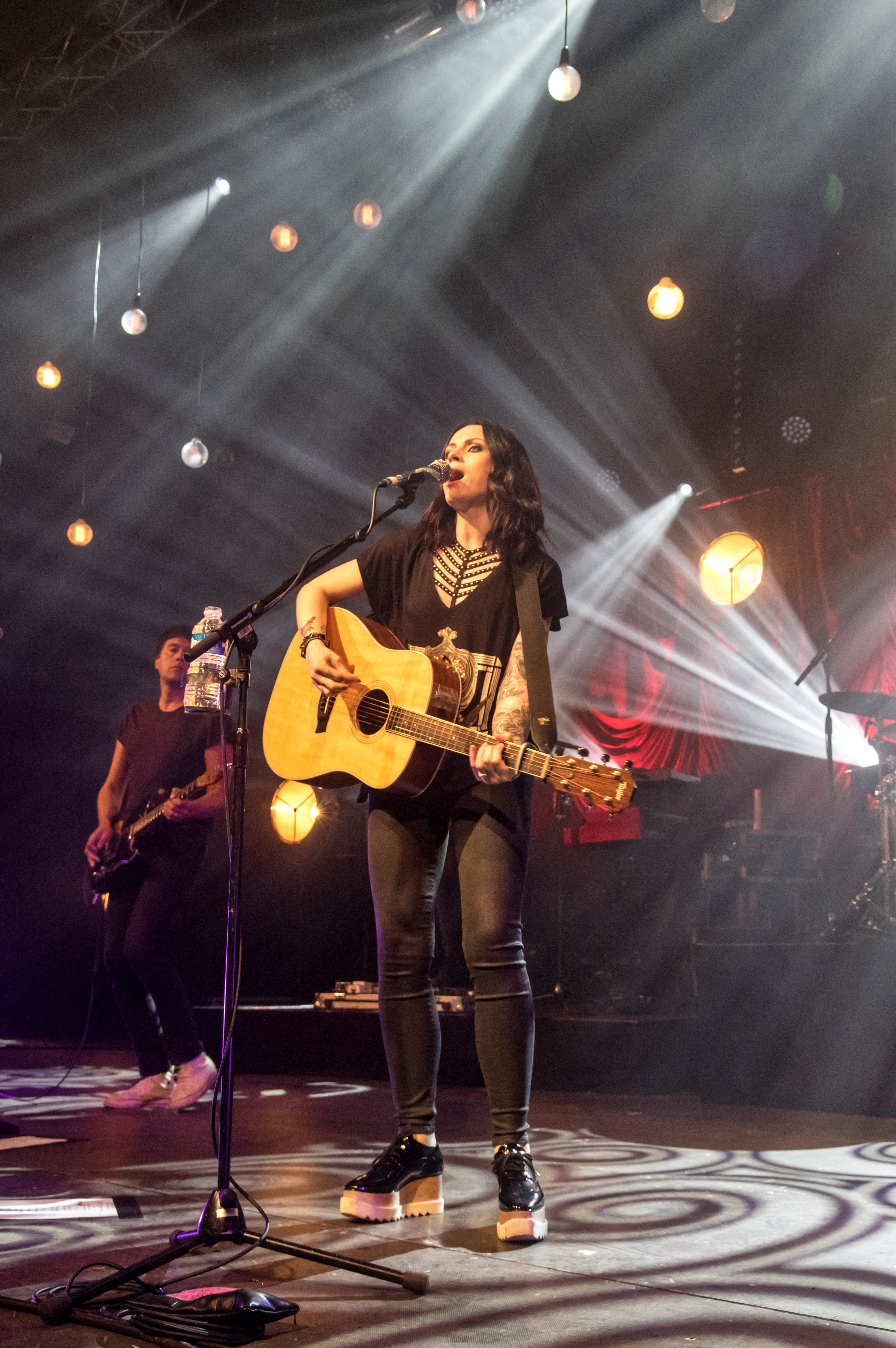
Amy Macdonald na koncercie, 2017

Po dołączeniu do podwytwórni Universal Music Amy Macdonald wydała na europejski rynek muzyczny debiutancki krążek This Is the Life. Dzieło ukazało się 30 lipca 2007 i zyskało przychylność zarówno krytyków muzycznych, jak i nabywców. Każdy utwór na krążku został stworzony i skomponowany przez artystkę. Album zadebiutował na pozycji #2 notowania najchętniej kupowanych płyt kompaktowych w Wielkiej Brytanii. Po dwudziestu czterech tygodniach od wysokiego debiutu, krążek znalazł się na szczycie listy UK Albums Chart. Do tej pory longplay spędził na notowaniu ponad sześćdziesiąt tygodni i został odznaczony przez brytyjską wytwórnię fonograficzną podwójną platyną.
Podobnie jak w Wielkiej Brytanii album This Is the Life zajmował wysokie miejsca na listach sprzedaży w krajach niemieckojęzycznych. W Niemczech, Austrii i Szwajcarii krążek znalazł się w ścisłej trójce najchętniej kupowanych płyt. W każdym z tych krajów album uzyskał status przynajmniej platyny, a główne single promujące znalazły się w czołówkach oficjalnych list przebojów.
Pod koniec 2016 roku Amy zapowiedziała swoją trasę koncertową Under Stars Tour, która miała promować czwarty album. Podczas tej zapowiedzi artystka potwierdziła swoje pierwsze koncerty w Polsce. Miały one miejsce 23 i 24 marca w Warszawie i Poznaniu.

### Życie prywatne
Jest miłośniczką szybkich samochodów. Posiadała takie auta jak: Ferrari 458 Italia, Ferrari 458 Speciale, Bentley Continental GT, Audi R8, Nissan GT-R. W 2013 roku Amy wystąpiła w 19 serii programu Top Gear jako gość serii „Gwiazda w samochodzie za rozsądną cenę”.
W 2018 roku artystka poślubiła szkockiego piłkarza Richarda Fostera. Ślub odbył się w Las Vegas.

## Dyskografia

### Albumy studyjne
- This Is the Life (2007)
- A Curious Thing (2010)
- Life in a Beautiful Light (2012)
- Under Stars (2017)
- The Human Demands (2020)